# Заманов, Хаирбек Демирбекович
Хаирбек Демирбекович Заманов (23 апреля 1907, с. Усухчай, Дагестанская область, Российская Империя — 15 января 1983, Махачкала, РСФСР, СССР) — советский военачальник, полковник (1944).

## Биография
Родился 23 апреля 1907 годав селе Усухчай, ныне в Докузпаринском районе Дагестана. Лезгин.

### Военная служба

#### Межвоенные годы
29 октября 1929 года был призван в РККА и направлен в 83-й горнострелковый полк 28-й горнострелковой дивизии СКВО. В сентябре 1930 года зачислен курсантом в полковую школу. После её окончания в сентябре 1931 года направлен в Орджоникидзевскую пехотную школу. Член ВКП(б) с 1931 года. В ноябре 1934 года был выпущен из неё и назначен в 40-й отдельный пулемётный батальон Могилёв-Подольского УРа КВО, где проходил службу командиром пулемётного взвода и полуроты, помощником командира роты. С октября 1938 года командовал ротой в 297-м стрелковом полку 99-й стрелковой дивизии КОВО.
В декабре 1939 года с началом Советско-финской войны откомандирован на Северо-Западный фронт, где воевал в составе 8-й армии в должности помощника начальника 5-го отделения штаба 139-й стрелковой дивизии. После окончания боевых действий в апреле 1940 года направлен в САВО, где по прибытии назначается старшим адъютантом батальона 9-го мотострелкового полка 9-й танковой дивизии.

#### Великая Отечественная война
8 июля 1941 года 9-я танковая дивизия была передана 28-й армии резерва ВГК и 13 июля расформирована. В сентябре старший лейтенант Заманов назначается помощником начальника штаба по разведке 1316-го стрелкового полка 17-й стрелковой дивизии. Первое боевое крещение дивизия приняла на реке Десна у городе Спас-Деменск. Позже части дивизии отошли на рубеж реки Нара и держали здесь оборону. 15 ноября под деревней Леоново Московской области Заманов был ранен и эвакуирован в госпиталь.
После выздоровления 2 января 1942 года Заманов назначается командиром стрелкового батальона Особого стрелкового полка Западного фронта. В бою 9 января был контужен, а на следующий день под деревней Романовка Московской области ранен и до апреля 1942 года находился на лечении в госпитале. После излечения зачислен слушателем на КУКС Западного фронта.
17 июля 1942 года Заманов назначается командиром 813-го стрелкового полка 239-й стрелковой дивизии 16-й армии, а 10 августа переводится командиром 1128-го стрелкового полка 336-й стрелковой дивизии. В составе 31-й армии участвовал с ней в Ржевско-Сычевской наступательной операции. В сентябре дивизия перешла к обороне, а с 1 декабря была выведена в резерв фронта. С 4 декабря она вошла в 20-ю армию и в марте 1943 года в её составе участвовала в Ржевско-Вяземской наступательной операции. С 14 по 21 марта дивизия была переброшена в Тульскую область, где включена в 61-ю армию и находилась с ней в обороне по реке Ока северо-западнее Мценска. С 10 июня 1943 года её части перешли в наступление. Затем она участвовала в Курской битве, Орловской наступательной операции. 16 августа дивизия выведена в резерв Ставки ВГК в район северо-западнее города Орёл. После пополнения она с 7 сентября вновь включена в 61-ю армию Центрального фронта и участвовала с ней в Черниговско-Припятской наступательной операции. С октября по 6 декабря её части в составе Брянского и 1-го Украинского фронтов вели бои по расширению заднепровского плацдарма в районе хуторов Усохи — Асаревичи. В ходе Киевской наступательной операции они прорвали оборону противника на плацдарме и совместно с партизанским отрядом Ковпака овладели м. Базар, Кагановичи и городом Овруч. Затем дивизия принимала участие в Житомирско-Бердичевской наступательной операции и освобождении города Житомир, за что была удостоена почётного наименования «Житомирская» (01.01.1944). В дальнейшем она вела бои на тарнопольском направлении, участвуя в Ровно-Луцкой и Проскуровско-Черновицкой наступательных операциях. 25 марта 1944 года под городом Тарнополь получил ранение и был эвакуирован в госпиталь. После излечения с 6 мая вновь командовал 1128-м стрелковым полком. С июля 1944 года участвовал с ним в Львовско-Сандомирской наступательной операции.
3 декабря 1944 года полковник Заманов назначен заместителем командира 322-й стрелковой Житомирской Краснознамённой дивизии и участвовал с ней в Сандомирско-Силезской и Нижнесилезской наступательных операциях. 8 февраля 1945 года допущен к командованию 304-й стрелковой Житомирской Краснознамённой дивизией. В составе 1-го, а с 6 апреля — 4-го Украинских фронтов участвовал с ней в Верхнесилезской, Моравска-Остравской и Пражской наступательных операциях, в овладении городами Рыбник и Ратибор.
За боевые отличия Займанов представлялся к присвоению звания Герой Советского Союза, но данное звание ему присвоено не было.
За время войны комдив Займанов был три раза упомянут в благодарственных в приказах Верховного Главнокомандующего.

#### Послевоенное время
С июля 1945 года состоял в распоряжении ГУК НКО. В марте 1946 года зачислен слушателем на курсы усовершенствования командиров стрелковых дивизий при Военной академии им. М. В. Фрунзе, по окончании которых с 4 января 1947 года состоял в резерве Управления кадров Сухопутных войск. С марта был военкомом Буйнакского РВК Дагестанской АССР, с октября — Махачкалинского горвоенкомата, с мая 1951 года — Советского РВК города Махачкала, а с мая 1954 года — вновь военкомом Махачкалинского горвоенкомата. 9 марта 1957 года полковник Заманов уволен в запас по болезни.
У Хаирбека Заманова был сын Эльмар Юрьевич (Хаирбекович) Заманов (1936-?) — Председатель Махачкалинского горисполкома (с октября 1981 по август 1986 года).

## Награды
- орден Ленина (26.10.1955)[7]
- четыре ордена Красного Знамени (22.02.1943[8], 17.01.1944[9], 27.05.1945[10], 05.11.1954[7])
- орден Суворова III степени (03.01.1944[11]
- орден Кутузова III степени (22.12.1944)[12]
- орден Александра Невского (06.07.1943)[13]
- орден Отечественной войны I степени (29.05.1944)[14]
- орден Красной Звезды (03.11.1944)[15][7]
- медали в том числе:
  - «За оборону Москвы» (31.03.1945)[16]
  - «За Победу над Германией в Великой Отечественной войне 1941—1945 гг.» (1945)
  - «За освобождение Праги»
  - «Ветеран Вооружённых Сил СССР»
- знак «50 лет пребывания в КПСС»

Приказы (благодарности) Верховного Главнокомандующего в которых отмечен Х. Д. Заманов.
- За овладение на территории Силезии городами Штрелен и Рыбник — крупными узлами дорог и сильными опорными пунктами обороны немцев. 27 марта 1945 года. № 312.
- За овладение городами Ратибор и Бискау — важными узлами дорог и сильными опорными пунктами обороны немцев на левом берегу Одера. 31 марта 1945 года. № 321.
- За овладение городом и крупным железнодорожным узлом Оломоуц — важным опорным пунктом обороны немцев на реке Морава. 8 мая 1945 года. № 365.

## Память
- В честь Хаирбека Демирбековича Заманова названа одна из улиц в городе Махачкала, а также на этой улице открыта мемориальная доска в его честь[5].
- 20 июня 2022 года в селе Усухчай Докузпаринского района открыта мемориальная доска на одноимённой улице в честь Хаирбека Демирбековича Заманова.[источник не указан 925 дней]